# Quasipaa shini
Quasipaa shini es una especie de anfibio anuro de la familia Dicroglossidae. Es endémica de la zona central de China. Se encuentra amenazada de extinción por el exceso de caza para consumo humano y por la pérdida de su hábitat natural.